# Gaultheria bryoides
Gaultheria bryoides är en ljungväxtart som beskrevs av P.W.Fritsch och L.H.Zhou. Gaultheria bryoides ingår i släktet Gaultheria och familjen ljungväxter. Inga underarter finns listade i Catalogue of Life.